# Geodis Park
Der Geodis Park (Eigenschreibweise: GEODIS Park) ist ein Fußballstadion in der US-amerikanischen Stadt Nashville, Hauptstadt des Bundesstaates Tennessee. Das Stadion steht auf dem State-Fair-Gelände Nashville Fairgrounds, südöstlich des Stadtzentrums. Seit dem Mai 2022 ist es die Heimspielstätte des Fußball-Franchise Nashville SC der Major League Soccer (MLS). Mit 30.000 Plätzen ist es das größte, reine Fußballstadion der Vereinigten Staaten und Kanada.

## Geschichte
Am 20. Dezember 2017 wurde der Nashville SC als Expansion Team in die MLS aufgenommen. Mit der Bewerbung wurde auch der Bau eines Fußballstadions für den Nashville SC geplant. Im November 2017 schlug Bürgermeisterin Megan Barry das Gelände der Nashville Fairgrounds als Standort vor. Das Nashville Metro Council beschloss Anfang Dezember 2017 die Finanzierung des Neubaus. Es wurde von Kosten von 275 Mio. US-Dollar ausgegangen. Der Nashville SC, mit der Eigentümergruppe um Milliardär John R. Ingram, zahlt anfänglich 25 Mio. US-Dollar. Danach wird das Franchise über 30 Jahre jährlich neun Mio. US-Dollar zahlen, um die jährlichen Schulden des Nashville Metro Council von 13 Mio. US-Dollar für die Emission von Anleihen zum Preis von 225 US-Dollar zurückzuzahlen. Die durch das Stadion erzielte Verkaufssteuer sowie die Ticketsteuer, die im Laufe der Zeit steigen würde, von 1,75 US-Dollar sollen die restlichen vier Mio. US-Dollar decken. Zusätzlich sollte das Gelände der Nashville Fairgrounds für 40 Mio. US-Dollar renoviert werden. Dies soll das Gebiet neu beleben. Beim Baubeginn des Stadions wurde mit Ende 2018 geplant und sollte zur Saison 2020 der Spielbetrieb dort aufgenommen werden.
Im August 2018 wurde der Entwurf des Architektenbüros Populous für den Bau ausgewählt. Die Räumung des Geländes begann Mitte März 2020. Am 22. Juli konnte der Bau der neuen Heimat des Nashville SC starten. Nach etwas mehr als einem Jahr stand die Struktur der vier Ränge. Die Ränge im Westen und Süden trugen bereits eine Überdachung. Die Bestuhlung besteht aus bunt gemischten gelben, violetten und weißen Kunststoffsitzen.
Am 10. März 2022 gab der Nashville SC bekannt, dass das Stadion den Sponsornamen des Logistikunternehmens Geodis tragen wird. Das Stadion wurde im April des Jahres fertiggestellt und konnte wie geplant am 1. Mai 2022 eröffnet werden.
Die Einweihung und die erste Partie fanden am 1. Mai 2022 statt. Der Nashville SC traf auf Philadelphia Union. Das Stadion war mit 30.109 Zuschauern ausverkauft und endete mit einem 1:1-Unentschieden. Das erste Tor im Geodis Park erzielte Philadelphias Mikael Uhre. Das erste Tor im neuen Stadion für das Heimteam erzielte Randall Leal.

## Länderspiele
Anlässlich des Frauenfußballturniers SheBelieves Cup 2023 wurden zwei Partien im Geodis Park ausgetragen.
Frauen
- 19. Feb. 2023, 21:30 Uhr MEZ:  Vereinigte Staaten –  Japan 1:0 (SheBelieves Cup 2023) – 25.471 Zuschauer[13]
- 20. Feb. 2023, 00:30 Uhr MEZ:  Brasilien –  Kanada 0:2 (SheBelieves Cup 2023) – 6502 Zuschauer[14]

Männer
- 17. Okt. 2023:  Vereinigte Staaten –  Ghana 4:0 (Freundschaftsspiel) – 18.468 Zuschauer[15]

## Galerie

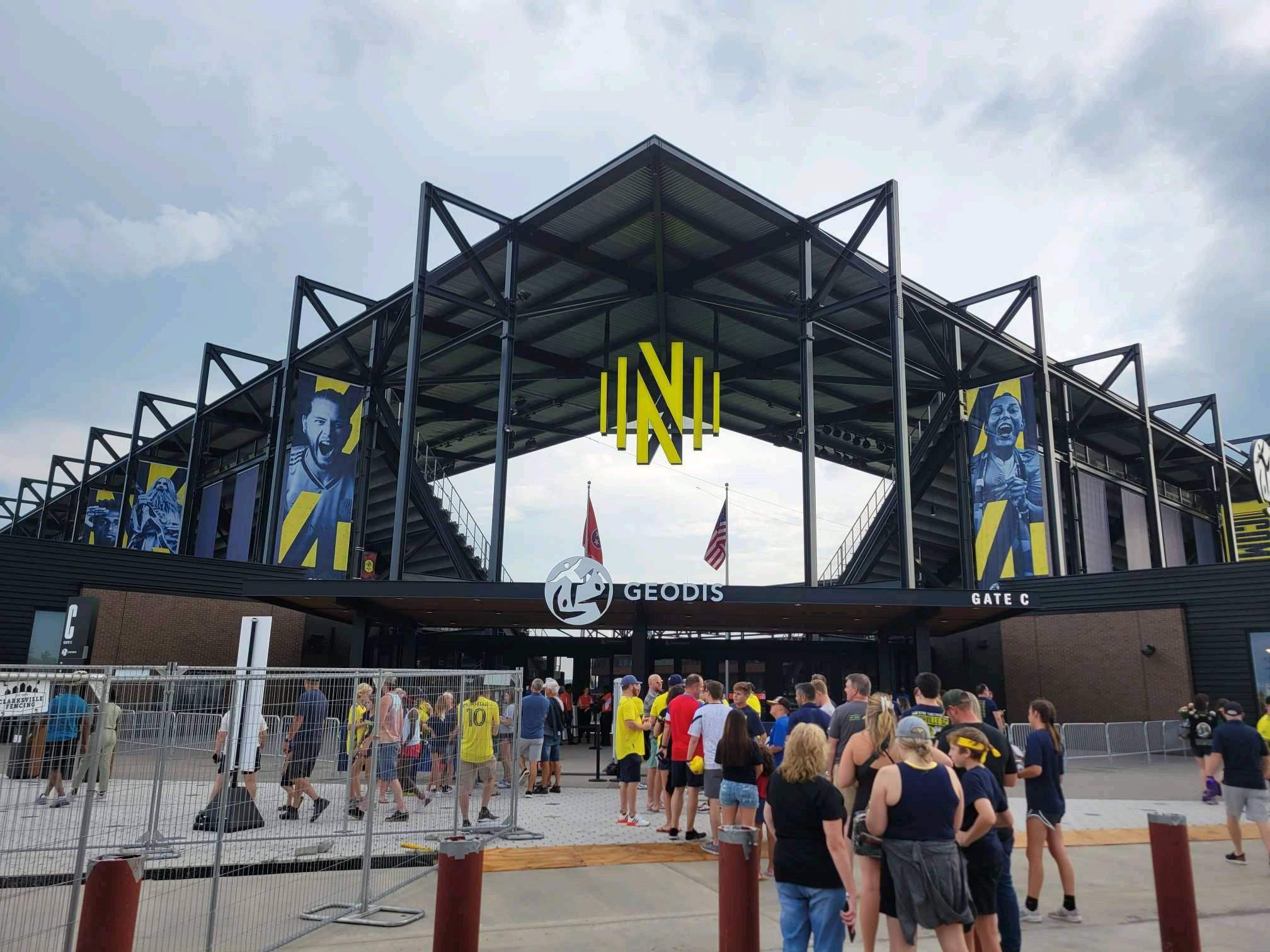
Eingang C des Stadions (Juli 2022)
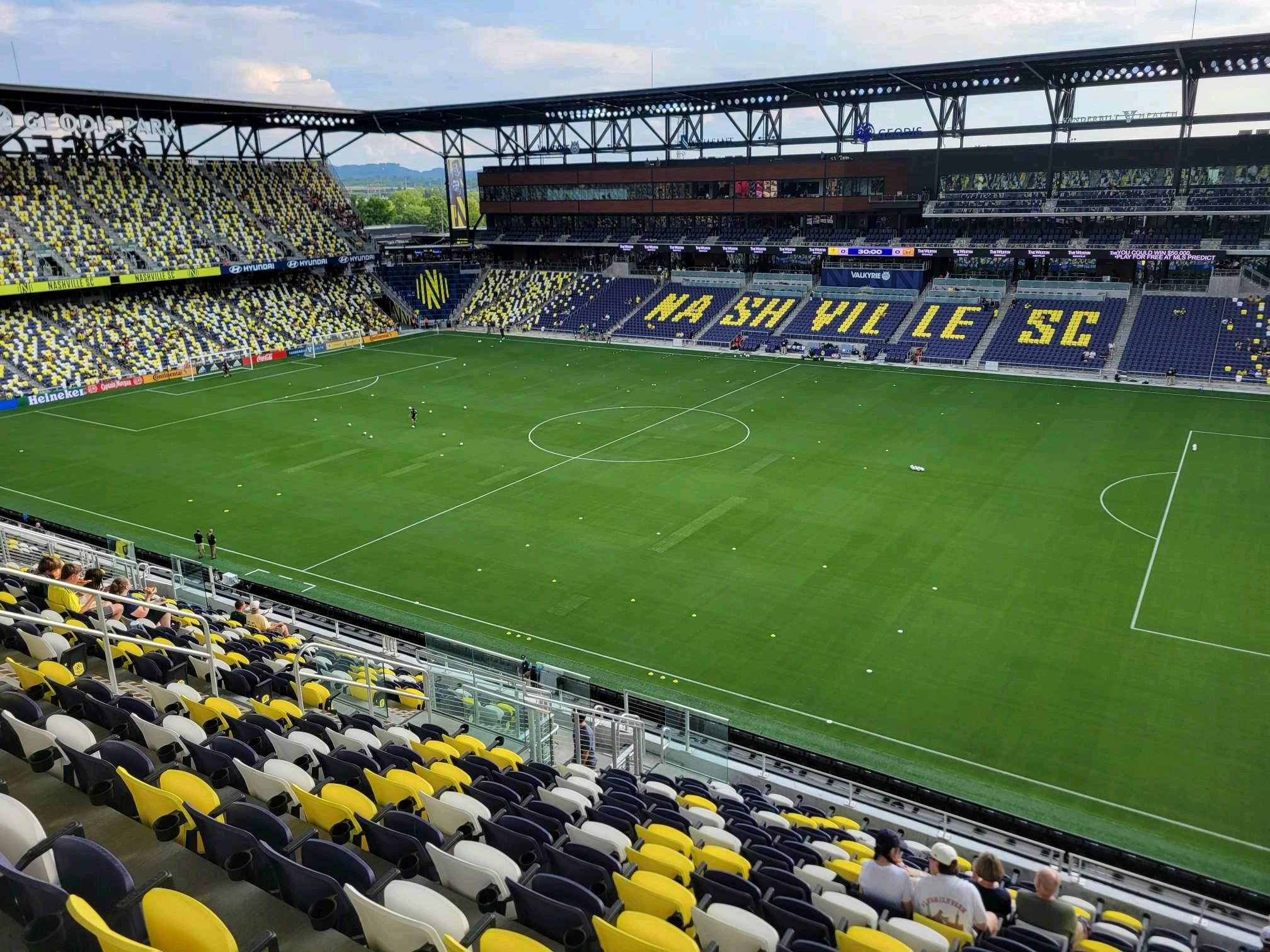
Blick auf die Haupttribüne (rechts, Juli 2022)
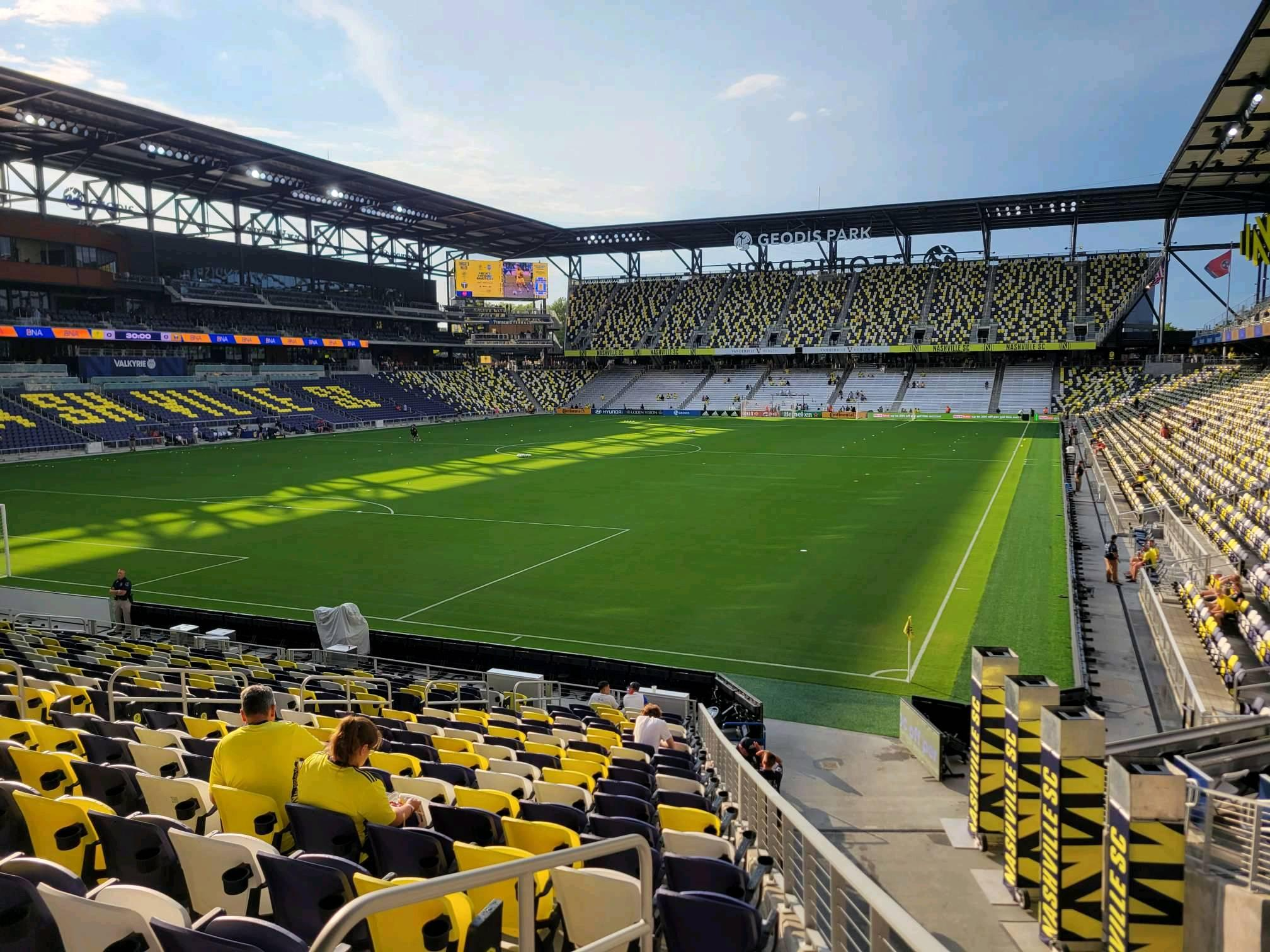
Blick von der anderen Seite hinter dem Tor (Juli 2022)
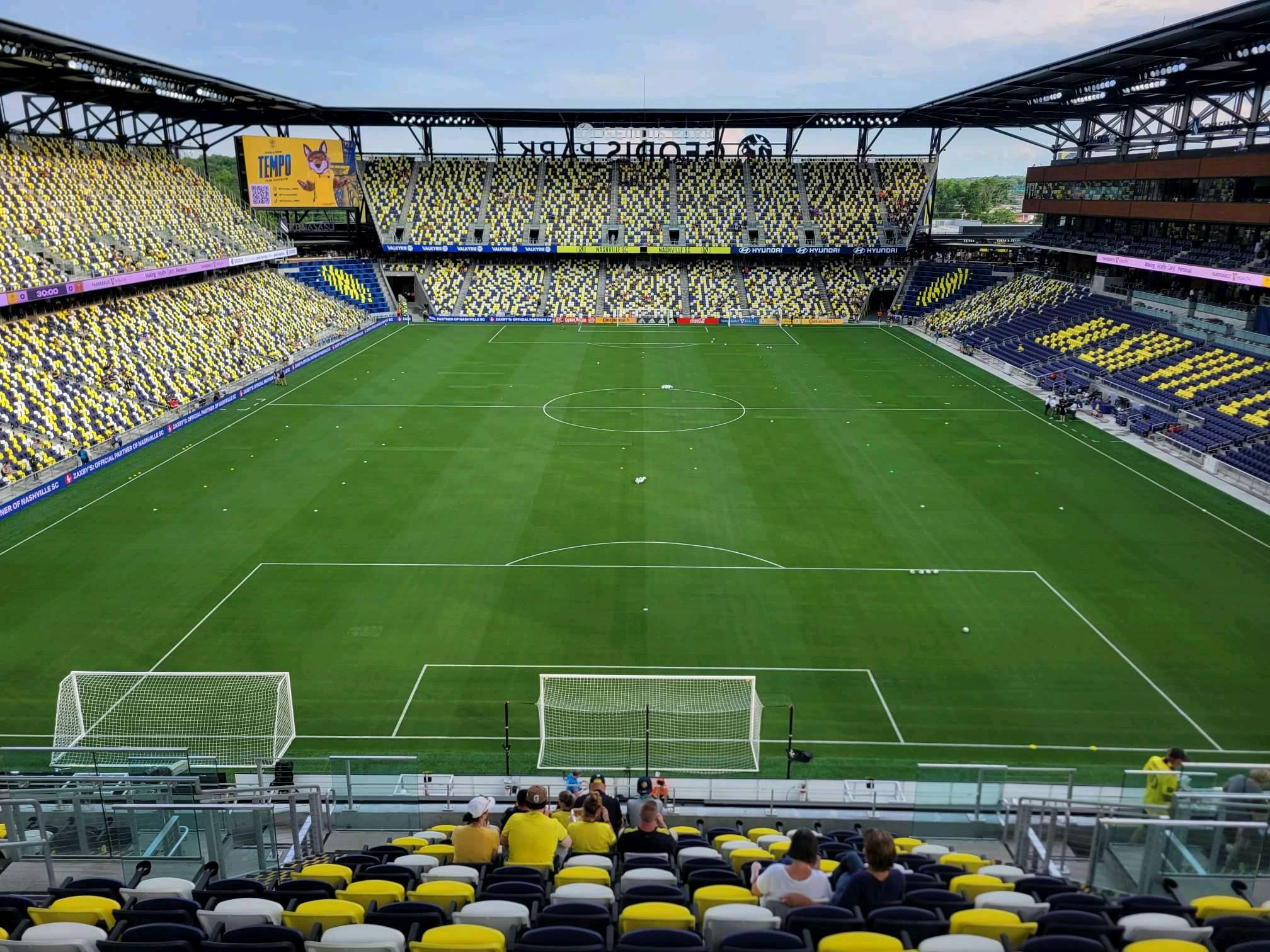
Blick von Tor zu Tor (Juli 2022)
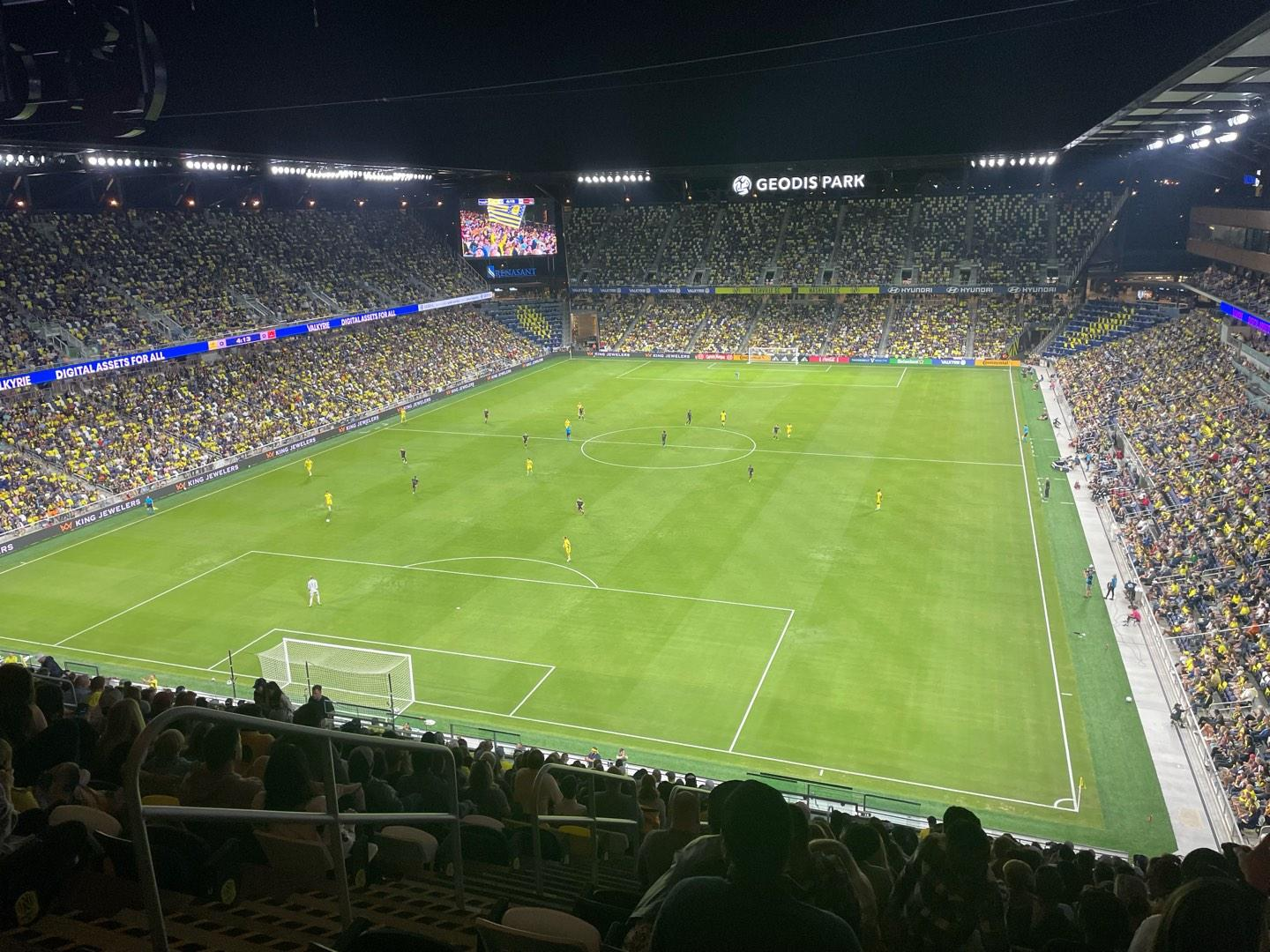
Spiel der MLS am 3. Oktober 2022 zwischen dem Nashville SC und Houston Dynamo (1:2) vor 28.720 Zuschauern